# Anja Buczkowski
Anja Buczkowski (* 21. Juni 1930 in Wien, Österreich; † 10. Oktober 2010) war eine österreichische Schauspielerin, Sprecherin und Regisseurin beim Bayerischen Rundfunk.

## Leben
Nach Ballett- und Schauspielausbildung in Wien und weiteren Stationen in Graz und Linz trat Anja Buczkowski in das Ensemble des Bayerischen Staatsschauspiels ein und entdeckte ihre Freude am Hörfunk. 1955 sprach sie als Portia, Gemahlin des Brutus, ihre erste Rolle im Hörspiel Julius Cäsar. Sie heiratete und verließ Deutschland. Nach dem Zerbrechen ihrer Ehe kehrte sie nach München zurück. Sie arbeitete für nahezu alle kulturorientierten Redaktionen des Bayerischen Rundfunks, Hörfunk wie Fernsehen, mit einer warmen, streng akzentuierenden Stimme, die sich einprägte, mal mit Wehmut überschattet, dann wieder heiter und unbeschwert.
Buczkowski war verheiratet und hatte einen Sohn.

## Werke

### Hörspiele/Features
- 1955: Julius Cäsar
- 1957: Die Abenteuer des braven Soldaten Schwejk – Regie: Willy Purucker, mit Willy Reichert, Ellinor von Wallerstein, Herta Konrad, Hans Pössenbacher
- 1957: Der gute Gott von Manhattan von Ingeborg Bachmann – Regie: Fritz Schröder-Jahn, mit Hans Clarin, Mario Adorf
- 1960: Der Reigenprozeß (Theaterdirektor Maximilian Sladek) – Regie: Fritz Schröder-Jahn, mit Horst Uhse, Willy Maertens, Friedrich von Bülow, Wolfgang Büttner
- ab 1979: Die Grandauers und ihre Zeit -
- 2001 – als Regisseurin und Sprecherin: Das kleine Mädchen und der große Held – Aus dem Briefwechsel von Marie Hannes und Karl May – Hörfunk-Feature für Bayern2Radio – Autor: Thomas Gaevert

### Filme
- 1963: Die fünfte Kolonne – Es führt kein Weg zurück
- 1983: Die Schaukel
- 1987: Bikini – Mon amour als Sprecherin